# Yoon So-yi
Moon So-yi (en hangul, 문소이: RR: Mun So-i) conocida artísticamente por Yoon So-yi (en hangul, 윤소이, en hanja, 尹소이; RR: Yun So-i) es una actriz surcoreana.

## Biografía
Estudió en la Universidad de Mujeres Dongguk.
Es muy buena amiga de las actrices Seo Hyo-rim, Seo Ji-hye y Shin So-yul.
El 22 de mayo de 2017 se casó con el actor musical Jo Sung-yoon, el 5 de noviembre de 2021 la pareja le dio a bienvenida a su primera hija.

## Carrera
Desde 2018 es miembro de la agencia Hunus Entertainment (후너스엔터테인먼트). Previamente había sido miembro de la agencia "JS Pictures" (제이에스픽쳐스) en 2016. 
El 6 de septiembre de 2008 se unió al elenco principal de la serie Glass Castle, donde interpretó a Jung Min-joo, una locutora que cree en la justicia y el respeto y que sueña en convertirse en una presentadora de noticias, hasta el final de la serie el 1 de marzo de 2009.
En julio de 2011 se unió al elenco de la serie Warrior Baek Dong-soo, donde dio vida a Hwang Jin-joo, la amiga de la infancia de Baek Dong-soo (Ji Chang-wook) e hija del espadachín Kim Gwang-taek (Jun Kwang-ryul). La actriz Lee Hye-in interprtó a Jin-joo de joven.
En febrero de 2013 se unió al elenco recurrente de la serie Iris II: New Generation, donde interpretó a Park Tae-hee, una mujer inteligente que termina siendo recluta como espía por Corea del Norte.
El 6 de enero de 2014 se unió al elenco principal de la serie Angel's Revenge (también conocida como "Heavenly Woman"), donde dio vida a Lee Seon-yoo, una mujer que está entrenando para convertirse en monja, pero decide renunciar a su sueño luego de enterarse de la muerte de su hermana a manos de su amante, por lo que decide vengarse de él, hasta el final de la serie el 2 de junio del mismo año.
El 16 de junio de 2015 se unió al elenco principal de la serie Hidden Identity, donde interpretó a Jang Min-joo, una experta en disfrazarse que se une al escuadrón de investigación encubierto de un grupo de detectives de homicidios, hasta el final de la serie el 4 de agosto del mismo año.
El 13 de febrero de 2016 se unió al elenco principal de la serie Yeah, That's How It Is, donde dio vida a Yoo Se-hee, hasta el final de la serie el 14 de agosto del mismo año.
A finales de 2018 apareció en la serie Tale of Gyeryong Fairy (también conocida como "Mama Fairy and the Woodcutter"), donde interpretó a Lee Ji (Izy), un hada inmortal.
En noviembre del mismo año se unió al elenco recurrente de la serie The Last Empress, donde dio vida a Seo Kang-hee, la envidiosa, codiciosa y peligrosa niñera y madre biológica de la Princesa Ah-ri (Oh Ah-rin), hasta el final de la serie en febrero de 2019.
El 3 de junio de 2019 se unió al elenco principal de la serie A Place in the Sun (también conocida como "The Sun’s Season"), donde interpretó a Yoon Shi-wol, hasta el final de la serie el 1 de noviembre del mismo año.
En noviembre de 2020 se unió al elenco de la serie Get Revenge, donde dio vida a Ku Eun-hye, una mujer que se hace cargo de la agencia de detectives de su padre y persigue las pistas hasta el final, para poder terminar el trabajo, hasta el final de la serie el 17 de enero de 2021.
Entre mayo y septiembre de 2022 protagonizó la serie de TV Chosun Becoming Witch, una comedia negra donde interpreta a una mujer que a la muerte de su marido obtiene una gran cantidad de dinero del seguro de vida de aquel, y que vive ansiosa por protegerlo.

## Filmografía

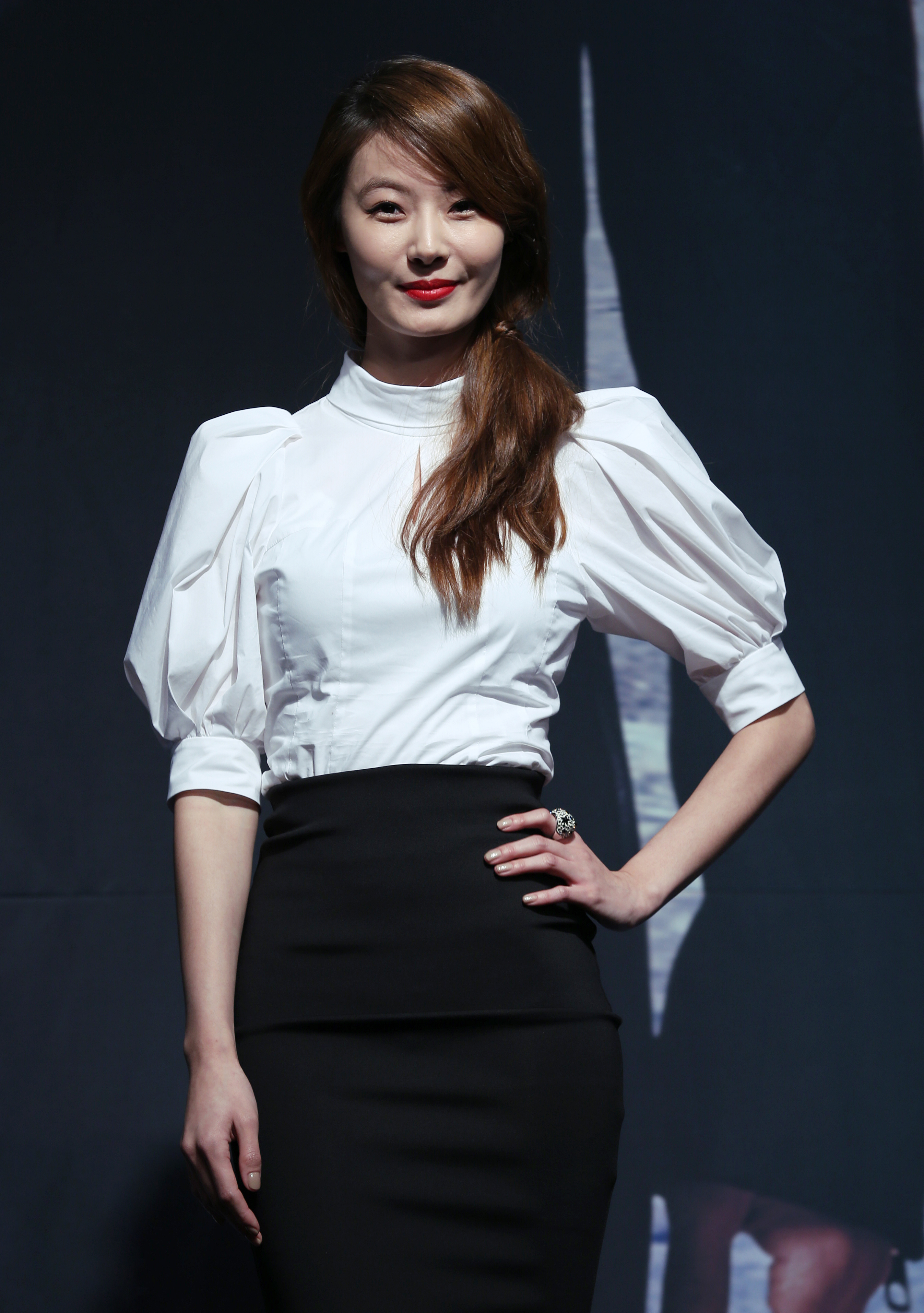
Yoon So-yi durante la conferencia de prensa de la serie Iris II: New Generation en 2013.

### Series de televisión
| Año         | Título                               | Personaje              | Notas                          |
| ----------- | ------------------------------------ | ---------------------- | ------------------------------ |
| 2022        | Becoming Witch                       | Yang Jin-a             | 12 episodios                   |
| 2020 - 2021 | Get Revenge                          | Ku Eun-hye             |                                |
| 2019        | Doctor Detective                     | Yoon Si-wol            | (aparición especial)           |
| 2019        | A Place in the Sun                   | Yoon Si-wol            | 102 episodios                  |
| 2018 - 2019 | The Last Empress                     | Seo Kang-hee           |                                |
| 2018        | Coffee, Do Me a Favor                | Hermana de Im Hyun-woo | (aparición especial)           |
| 2018        | Tale of Gyeryong Fairy               | Lee Ji (Izy)           | (aparición especial)           |
| 2017        | The Lady in Dignity                  | Vendedora de pescado   | ep. #20 - (aparición especial) |
| 2016        | Yeah, That's How It Is               | Yoo Se-hee             | 54 episodios                   |
| 2015        | Hidden Identity                      | Jang Min-joo           | 16 episodios                   |
| 2015        | Let's Eat 2                          | Mujer Misteriosa       | ep. #18 - (aparición especial) |
| 2014        | Angel's Revenge                      | Lee Seon-yoo           | 103 episodios                  |
| 2013        | Iris II: New Generation              | Park Tae-hee           | [ 21 ]                         |
| 2011        | Color of a Woman                     | Byun So-ra             | 20 episodios                   |
| 2011        | Warrior Baek Dong-soo                | Hwang Jin-joo          | 29 episodios                   |
| 2009        | Hero                                 | Det. Joo Jae-in        | 16 episodios                   |
| 2008 - 2009 | Glass Castle                         | Jung Min-joo           | 51 episodios                   |
| 2007        | Several Questions That Make Us Happy | Ji-soo                 | 2 episodios                    |
| 2007        | Auction House                        | Cha Yun-soo            | 12 episodios                   |
| 2006        | Goodbye Solo                         | Kim Soo-hee            | 16 episodios                   |
| 2004        | Say You Love Me                      | Suh Young-chae         | 15 episodios                   |

### Películas
| Año  | Título                     | Personaje               | Notas                                                                    |
| ---- | -------------------------- | ----------------------- | ------------------------------------------------------------------------ |
| 2018 | Brothers in Heaven         | Chan-mi                 |                                                                          |
| 2015 | The Lost Choices           | Kang Ja-gyum            | junto a Shin Hyun-bin, Kim Hyuk, Ahn Se-ha y Lee Young-joon              |
| 2015 | Midnight Garage            | Lisa                    |                                                                          |
| 2013 | IRIS 2: The Movie          | Park Tae-hee            | junto a Jang Hyuk, Lee Da-hae, Oh Yeon-soo, Lee Beom-soo y Yoon Doo-joon |
| 2011 | The Bracelet of Blue Tears | Reina Seondeok de Silla | (película promocional de la Exposición Cultural Mundial de Gyeongju)     |
| 2010 | Try to Remember            | In-woo                  |                                                                          |
| 2005 | Shadowless Sword           | Yeon So-ha              |                                                                          |
| 2005 | The Twins                  | Oh Soon-hee             |                                                                          |
| 2004 | Arahan                     | Ahn Eui-jin             |                                                                          |

### Programas de variedades
| Año  | Programa                                    | Notas                                   |
| ---- | ------------------------------------------- | --------------------------------------- |
| 2019 | Problem Child in House (옥탑방의 문제아들)  | (ep. #41) - invitada                    |
| 2017 | Life Bar                                    | (ep. #9, 13-14) - presentadora invitada |
| 2017 | Secretly Greatly (은밀하게 위대하게)        | (ep. #21) - invitada                    |
| 2017 | Guesthouse Daughters (Boarding House Girls) | (ep. #1-5) - miembro                    |
| 2015 | Flirty Boy and Girl (썸남썸녀)              |                                         |
| 2012 | King Of Magic (마법의 왕)                   | presentadora                            |
| 2011 | Running Man                                 | (ep. #53) - invitada                    |

### Apariciones en videos musicales
| Año  | Artista(s)      | Canción                | Notas |
| ---- | --------------- | ---------------------- | ----- |
| 2013 | Davichi         | "The Letter"           |       |
| 2010 | T-Max (티 맥스) | "Words That I Can Say" |       |
| 2003 | Han So-ri       | "A Girl's Love Story"  |       |
| 2002 | Cho Kyu-chan    | "Rainbow"              |       |

### Anuncios[24]
| Año         | Título                       | Notas |
| ----------- | ---------------------------- | ----- |
| 2011 - 2012 | Inti Placenta                |       |
| 2011        | Sun Cruise Resort            |       |
| 2011        | Kiara                        |       |
| 2009        | Clinique - YES! campaign     |       |
| 2009        | Paris Baguette               |       |
| 2006        | KOOlHaaS                     |       |
| 2004 - 2006 | Samsung Digital Plaza        |       |
| 2004        | Gatorade Ice                 |       |
| 2003        | Lotte - Iote Chocolate       |       |
| 2003        | Hair Pack Nano Therapy       |       |
| 2003        | NII                          |       |
| 2003        | ZOOC                         |       |
| 2003        | Ziozia                       |       |
| 2003        | Haitai - Green Tea Ice Cream |       |
| 2003        | Anycall                      |       |
| 2002        | SK Telecom - June            |       |
| 2002        | Entia for Coreana            |       |

### Revistas / sesiones fotográficas
| Año  | Título        | Notas                       |
| ---- | ------------- | --------------------------- |
| 2017 | InStyle Korea | junto a Jo Sung-yoon        |
| 2011 | W Magazine    | (publicación de septiembre) |

## Premios y nominaciones
| Año  | Premio                                      | Categoría                                             | Trabajo               | Resultado |
| ---- | ------------------------------------------- | ----------------------------------------------------- | --------------------- | --------- |
| 2019 | 7th APAN Star Award                         | Top Excellence Award, Actress in a Serial Drama       | A Place in the Sun    | Nominada  |
| 2019 | KBS Drama Award                             | Excellence Award, Actress in a Daily Drama            | A Place in the Sun    | Nominada  |
| 2019 | 27th Korean Culture and Entertainment Award | Best Actress in a Drama                               | A Place in the Sun    | Ganó      |
| 2014 | KBS Drama Award                             | Excellence Award, Actress in a Daily Drama            | Angel's Revenge       | Nominada  |
| 2014 | KBS Drama Award                             | Netizen Award, Actress                                | Angel's Revenge       | Nominada  |
| 2014 | KBS Drama Award                             | Best Couple Award (junto a Kwon Yul)                  | Angel's Revenge       | Nominados |
| 2011 | SBS Drama Award                             | Excellence Award, Actress in a Special Planning Drama | Warrior Baek Dong-soo | Ganó      |
| 2009 | 4th Asia Model Festival Award               | Special Model Award                                   | -                     | Ganó      |
| 2008 | SBS Drama Award                             | New Star Award                                        | Glass Castle          | Ganó      |
| 2008 | SBS Drama Award                             | Excellence Award, Actress in a Serial Drama           | Glass Castle          | Nominada  |
| 2004 | MBC Drama Award                             | Best New Actress                                      | Say You Love Me       | Nominada  |
| 2004 | 25th Blue Dragon Film Award                 | Best New Actress                                      | Arahan                | Nominada  |
| 2004 | 41st Grand Bell Award                       | Best New Actress                                      | Arahan                | Nominada  |